# Chrysler 65
La Chrysler 65 è un'autovettura mid-size prodotta dalla Chrysler dal 1929 al 1931. Nel 1930 il modello fu rinominato Chrysler 66. All'epoca della sua commercializzazione, era il più piccolo modello Chrysler.

## Storia
La vettura era dotata di un motore a valvole laterali e sei cilindri in linea da 3.205 cm³ di cilindrata che sviluppava 65 CV di potenza. Il propulsore era anteriore, mentre la trazione era posteriore. Il cambio era a tre rapporti mentre la frizione era monodisco a secco. I freni erano idraulici sulle quattro ruote.
Nel 1930, in occasione del cambio del nome, il corpo vettura fu rivisto e venne introdotto un motore da 3.582 cm³ e 75 CV. Della Chrysler 65 ne furono assemblate 116.487 unità, mentre di Chrysler 66 ne furono prodotti 22.606 esemplari.